# Новоерохинский сельсовет
Новоерохинский сельсовет — упразднённая административно-территориальная единица, существовавшая на территории Московской губернии и Московской области до 1954 года.
Новоерохинский сельсовет был образован в первые годы советской власти. По данным 1923 года он входил в состав Починковской волости Егорьевского уезда Московской губернии.
В 1925 году Новоерохинский сельсовет был присоединён к Починковскому с/с. В 1926 году он был восстановлен как Ерохинский сельсовет, но вскоре переименован в Староерохинский сельсовет.
По данным 1926 года сельсовет включал деревни Большая Ильинка, Новоерохино и Староерохино.
В 1929 году Староерохинский сельсовет был отнесён к Егорьевскому району Орехово-Зуевского округа Московской области. При этом он был переименован в Новоерохинский сельсовет.
14 июня 1954 года Новоерохинский сельсовет был упразднён. При этом его территория была передана в Анохинский сельсовет.